# Вален (Базель-Ланд)
Вален (нем. Wahlen BL) — коммуна в Швейцарии, в кантоне Базель-Ланд.
Входит в состав округа Лауфен. Население составляет 1357 человек (на 31 марта 2008 года). Официальный код — 2792.

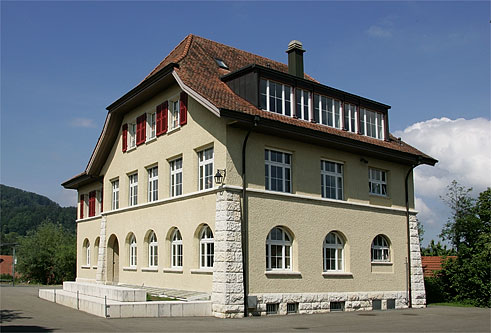
Вален